# Saint-Jean-d’Arves
Saint-Jean-d’Arves település Franciaországban, Savoie megyében. Lakosainak száma 271 fő (2022. január 1.). Saint-Jean-d’Arves La Grave, Besse, Albiez-Montrond, Fontcouverte-la-Toussuire, Saint-Sorlin-d’Arves, Valloire és Villarembert községekkel határos.

## Népesség
A település népessége az elmúlt években az alábbi módon változott:
| Lakosok száma | 276  | 265  | 266  | 269  | 272  | 272  | 270  | 271  |
|               | 2013 | 2015 | 2017 | 2018 | 2019 | 2020 | 2021 | 2022 |